# Farmersville (California)
Farmersville è una città degli Stati Uniti d'America situata nella Contea di Tulare, nello Stato della California.